# ایلکادیم
ایلکادیم (به ترکی استانبولی: İlkadım) یک منطقهٔ مسکونی در ترکیه است که در استان صامسون واقع شده‌است. ایلکادیم ۳۴۰٬۴۲۱ نفر جمعیت دارد.